# Die Simpsons/Staffel 35
Die 35. Staffel der US-amerikanischen Zeichentrickserie Die Simpsons wurde vom 1. Oktober 2023 bis zum 19. Mai 2024 auf dem US-amerikanischen Sender Fox ausgestrahlt. Die deutschsprachige Erstausstrahlung der ersten sechs Folgen war vom 23. September bis zum 7. Oktober 2024 auf dem deutschen Free-TV-Sender ProSieben zu sehen. Die komplette Staffel wurde am 9. Oktober 2024 auf Disney+ veröffentlicht.

## Episoden
| Nr. (ges.) | Nr. (St.) | Deutscher Titel               | Originaltitel                       | Erstausstrahlung USA | Deutschsprachige Erstausstrahlung (D) | Regie               | Drehbuch                                    | Zuschauer (USA) | Prod. Code |
| ---------- | --------- | ----------------------------- | ----------------------------------- | -------------------- | ------------------------------------- | ------------------- | ------------------------------------------- | --------------- | ---------- |
| 751        | 1         | Schülerlotse Homer            | Homer’s Crossing                    | 1. Okt. 2023         | 23. Sep. 2024                         | Steven Dean Moore   | Cesar Mazariegos                            | 3,58 Mio.       | OABF18     |
| 752        | 2         | Der Traum vom Erwachsenwerden | A Mid-Childhood’s Night Dream       | 8. Okt. 2023         | 23. Sep. 2024                         | Matthew Faughnan    | Carolyn Omine                               | 1,11 Mio.       | OABF16     |
| 753        | 3         | Lambo-Man                     | McMansion & Wife                    | 22. Okt. 2023        | 30. Sep. 2024                         | Debbie Bruce Mahan  | Dan Vebber                                  | 1,02 Mio.       | OABF20     |
| 754        | 4         | Entsalzt                      | Thirst Trap: A Corporate Love Story | 29. Okt. 2023        | 30. Sep. 2024                         | Timothy Bailey      | Rob LaZebnik                                | 1,06 Mio.       | OABF21     |
| 755        | 5         | Die Homer-Mutation            | Treehouse of Horror XXXIV           | 5. Nov. 2023         | 7. Okt. 2024                          | Rob Oliver          | Jeff Westbrook, Jessica Conrad & Dan Vebber | 4,38 Mio.       | OABF17     |
| 756        | 6         | Ein Freund aus Townsburg      | Iron Marge                          | 12. Nov. 2023        | 7. Okt. 2024                          | Matthew Faughnan    | Mike Scully                                 | 1,92 Mio.       | OABF22     |
| 757        | 7         | Unser kleines Farmhaus        | It’s a Blunderful Life              | 19. Nov. 2023        | 9. Okt. 2024                          | Matthew Nastuk      | Elisabeth Kiernan Averick                   | 1,11 Mio.       | OABF19     |
| 758        | 8         | Liebe unterm Schottenrock     | AE Bonny Romance                    | 3. Dez. 2023         | 9. Okt. 2024                          | Matthew Nastuk      | Michael Price                               | 2,57 Mio.       | 35ABF02    |
| 759        | 9         | Nerd ist ihr Hobby            | Murder, She Boat                    | 17. Dez. 2023        | 9. Okt. 2024                          | Chris Clements      | Broti Gupta                                 | 2,08 Mio.       | 35ABF04    |
| 760        | 10        | Do the Wrong Thing            | Do the Wrong Thing                  | 24. Dez. 2023        | 9. Okt. 2024                          | Rob Oliver          | Joel H. Cohen                               | 5,41 Mio.       | 35ABF01    |
| 761        | 11        | Frinkensteins Monster         | Frinkenstein’s Monster              | 18. Feb. 2024        | 9. Okt. 2024                          | Steven Dean Moore   | Joel H. Cohen                               | 0,76 Mio.       | 35ABF03    |
| 762        | 12        | Lisa bleibt auf der Strecke   | Lisa Gets an F1                     | 25. Feb. 2024        | 9. Okt. 2024                          | Timothy Bailey      | Ryan Koh                                    | 0,87 Mio.       | 35ABF05    |
| 763        | 13        | Cave Mom                      | Clan of the Cave Mom                | 24. März 2024        | 9. Okt. 2024                          | Rob Oliver          | Brian Kelley                                | 0,69 Mio.       | 35ABF06    |
| 764        | 14        | Ein Mops kam in die Küche     | Night of the Living Wage            | 7. Apr. 2024         | 9. Okt. 2024                          | Chris Clements      | Cesar Mazariegos                            | 0,83 Mio.       | 35ABF07    |
| 765        | 15        | Fünf Amigos!                  | Cremains of the Day                 | 21. Apr. 2024        | 9. Okt. 2024                          | Gabriel DeFrancesco | John Frink                                  | 0,97 Mio.       | 35ABF09    |
| 766        | 16        | Diamantenfieber               | The Tell-Tale Pants                 | 5. Mai 2024          | 9. Okt. 2024                          | Steven Dean Moore   | Al Jean                                     | 0,85 Mio.       | 35ABF10    |
| 767        | 17        | Der Rest ist für Sie          | The Tipping Point                   | 12. Mai 2024         | 9. Okt. 2024                          | Matthew Nastuk      | J. Stewart Burns                            | 0,72 Mio.       | 35ABF11    |
| 768        | 18        | Barts Gehirn                  | Bart’s Brain                        | 19. Mai 2024         | 9. Okt. 2024                          | Mike Frank Polcino  | Dan Vebber                                  | 0,62 Mio.       | 35ABF12    |